# Siebenbinden-Gürteltier
Das Siebenbinden-Gürteltier oder Nördliches Siebenbinden-Gürteltier (Dasypus septemcinctus) ist ein Vertreter der Langnasengürteltiere und ist im östlichen Teil Südamerikas heimisch. Es stellt einen der kleineren Angehörigen dieser Gürteltiergruppe dar, der meist eher trockene, offene Landschaften bewohnt, teils aber auch offene Waldlandschaften bevorzugt. Kennzeichnend sind die namensgebenden sieben beweglichen Bänder zwischen den beiden festen Panzerabschnitten. Die Lebensweise der Tiere ist nur wenig erforscht, der Bestand gilt aber als nicht gefährdet. Die Art wurde im Jahr 1758 wissenschaftlich benannt. Häufig werden zwei, teilweise auch drei Unterarten ausgewiesen. Im letzteren Fall schließt das Siebenbinden-Gürteltier auch das Südliche Siebenbinden-Gürteltier mit ein.

## Merkmale

### Habitus
Das Siebenbinden-Gürteltier erreicht eine Kopf-Rumpf-Länge von 24 bis 30,5 cm, hinzu kommt eine Schwanzlänge von 12,5 bis 17 cm. Das Gewicht variiert von 1,45 bis 1,8 kg, möglicherweise sind weibliche Tiere etwas größer als männliche. Mit den bekannten Größenwerten ist das Tier durchschnittlich etwas kleiner als sein südlicher Verwandter, das Südliche Siebenbinden-Gürteltier (Dasypus hybridus). Wie bei diesem ist der Körper relativ niedrig und breit. Der Kopf besitzt eine typisch langgezogene Schnauze und wirkt dreieckig in der Seitenansicht. Die Ohren sind bis zu 3,8 cm lang, damit vergleichsweise lang, tütenartig gefaltet mit gerundeten Enden und stehen weit auseinander. Die Stirn ist bedeckt mit einzelnen Knochenplättchen, die aber nicht bis zu den Ohransätzen reichen. Der charakteristische Rückenpanzer besteht aus zwei festen Teilen, je einem über dem Schulter- und Beckenbereich, die jeweils aus mehreren Reihen kleiner, rundlich geformter Knochenplättchen aufgebaut sind. Zwischen diesen beiden Teilen besitzt das Tier 6 oder 7, durch haarlose Hautfalten miteinander verbundene Bänder aus viereckig gestalteten Knochenplättchen, wobei das mittlere (vierte) Band aus 44 bis 52, durchschnittlich 48 derartigen Plättchen besteht. Auch der lange Schwanz ist mit mehreren Reihen von knöchernen Plättchen überzogen. Insgesamt ist der Rückenpanzer und der Kopfschild dunkelgrau gefärbt und unbehaart, wobei an den Körperseiten auch pinkfarbene Tönungen an den Plättchen auftreten können. Der Bauch weist nur einen leichten, graugefärbten Haarflaum auf, ist ansonsten schwärzlich bis rosa getönt. Die Beine enden an den Vorderfüßen in vier, an den Hinterfüßen in fünf Strahlen mit scharfen schmalen Krallen. Dabei sind die mittleren beiden der Vorderfüße am längsten ausgebildet. Der Hinterfuß wird bis zu 7,3 cm lang.

### Skelettmerkmale

Schädel und Unterkiefer des Siebenbinden-Gürteltiers

Der Schädel wird maximal 7,3 cm lang. Das Gebiss unterscheidet sich im Zahnaufbau von anderen Säugetieren und weist pflockartig geformte, molarenähnliche und einwurzelige Zähne ohne Zahnschmelz auf. Davon befinden sich je Kieferbogen sechs im Ober- und acht im Unterkiefer, insgesamt also 28. Am Vorderbein besitzt die Ulna ein besonders groß ausgebildetes oberes Gelenk (Olecranon), das bei einer Gesamtlänge des Knochens von 4,7 cm etwa 1,8 cm einnimmt. Derartig große Gelenke an den vorderen unteren Gliedmaßen sind typisch für Tiere mit grabender Lebensweise.

### Sinnesleistungen und Lautäußerungen
Als einzige Lautäußerungen sind lediglich einzelne leise Grunzlaute bekannt, die in freier Wildbahn aber nicht typischerweise ausgestoßen werden.

## Verbreitung und Lebensraum

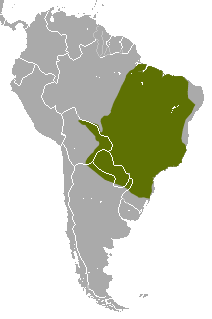
Verbreitungsgebiet

Das Verbreitungsgebiet reicht vom Unterlauf des Amazonas im Norden bis in den Süden Brasiliens. Weiterhin ist es im Osten von Bolivien, im Norden von Argentinien und ebenso von Paraguay anzutreffen. Ein Beleg stammt zusätzlich aus dem Nordwesten von Bolivien. Die genaue Südgrenze ist nicht bekannt, da es hier häufig zu Verwechslungen mit dem Südlichen Siebenbinden-Gürteltier aber auch mit dem Neunbinden-Gürteltier (Dasypus novemcinctus) kommt. Die Gesamtgröße des Verbreitungsgebietes wird mit 5,87 Millionen Quadratkilometern angegeben, wobei die exakte Ausdehnung des tatsächlich bewohnten Areals nicht bekannt ist. Als Lebensraum bevorzugt die Gürteltierart eher trockene als feuchte Standorte und ist in der meist offenen Landschaften der Cerrado-Savannen und Gran-Chaco-Grasländer heimisch. Sie toleriert auch Veränderungen oder Nutzungen durch den Menschen und wird somit auch auf Weiden angetroffen. Als weitere Habitate dienen im südöstlichen Brasilien vor allem Galeriewälder und Buschländer. In einzelnen Cerrado-Regionen liegt die Populationsdichte bei etwa 3 Individuen je Quadratkilometer. In der Küstenregion bei Rio de Janeiro sinkt diese auf weniger als ein Tier auf zehn Quadratkilometer.

## Lebensweise

### Territorialverhalten und Ernährung
Die Lebensweise des Siebenbinden-Gürteltiers ist bisher nur wenig erforscht. Es lebt einzelgängerisch und ist nachtaktiv, allerdings auch bei Tage anzutreffen. Die einzelnen Tiere unterhalten dabei Heimatgebiete (home range) von 0,4 bis 1,6 ha Größe, die aber nur für einen kurzen Zeitraum gehalten werden, maximal 4 Monate. Die Gürteltierart legt unterirdische Baue an, deren Größe und Form weitgehend unbekannt ist. Häufig nutzt ein Tier aber auch Baue, die von anderen Tierarten gegraben wurden. Jungtiere bauen Nester in der kalten Jahreszeit. Über die Ernährungsweise gibt es kaum Informationen, laut einer Studie überwiegen bei weitem Ameisen und Termiten. Insgesamt wird davon ausgegangen, dass die Ernährungsweise der des Neunbinden-Gürteltiers ähnelt.

### Fortpflanzung
Auch die Fortpflanzung ist wenig erforscht. Jungtiere werden Beobachtungen zufolge in der Mitte der Regenzeit von Dezember bis Januar geboren, die Begattung müsste demzufolge am Ende der Trockenzeit von Juni bis September erfolgen, ausgehend von einer ähnlich langen Tragzeit wie verwandte Arten. Ein Wurf umfasst 7 bis 9 Neugeborene.

### Beutegreifer und Feindverhalten
Der wichtigste Fressfeind ist der Mähnenwolf. Untersuchungen an über 320 Kotresten dieses Wildhundes in der Cerrado-Region ergaben zu fast einem Fünftel Nachweise des Siebenbinden-Gürteltiers. Die Gürteltierart stellt demnach bezogen auf die Analyse mit mehr als 27 % Biomassenanteil und insgesamt 81 kg reinen Fleischanteil das wichtigste Beutetier dar. Weiterhin wird sie auch von freilebenden Haushunden erlegt. In der Regel flüchtet ein Tier in den nächstgelegenen Bau, wobei es sehr agil durch die dichte Bodenvegetation rennen und springen kann.

### Parasiten
Als äußere Parasiten sind Zecken der Gattung Amblyomma bekannt. Innere Parasiten wurden mit Fadenwürmern, unter anderem Ascaroterakis und Bandwürmern, etwa Mathevotaenia nachgewiesen. Letzterer konnte bei mehr als einem Viertel aller untersuchten Tiere festgestellt werden. Außerdem ist das Siebenbinden-Gürteltier Wirt des Pilzes Paracoccidioides brasiliensis, der beim Menschen durch Einatmen der Sporen die Hauterkrankung Blastomykose hervorrufen kann.

## Systematik
Das Siebenbinden-Gürteltier ist ein Vertreter der Gattung der Langnasengürteltiere (Dasypus), denen wenigstens acht weitere Arten zugerechnet werden. Die Langnasengürteltiere wiederum sind Teil der Gruppe der Gürteltiere (Dasypodia). Die Gattung Dasypus bildet dabei eine eigene Familie, die Dasypodidae. Die Dasypodidae werden als rezent monotypisch eingestuft, nehmen aber noch einige weitere Fossilformen auf, so unter anderem Stegotherium und Propraopus. Laut molekulargenetischen Untersuchungen trennten sich die Dasypodidae bereits im Mittleren Eozän vor rund 45 Millionen Jahren von der Linie der anderen Gürteltiere ab, die allesamt zur Familie der Chlamyphoridae zu rechnen sind. Eine stärkere Diversifizierung der Langnasengürteltiere setzte im Mittleren Miozän vor rund 10 Millionen Jahren ein. Hierbei entstanden drei größere Linien, von denen eine zu dem Artkomplex um das Kappler-Gürteltier (Dasypus kappleris), eine zu dem des Siebenbinden-Gürteltiers und die dritte zu jenem des Neunbinden-Gürteltiers (Dasypus novemcinctus) einschließlich des Pelzgürteltiers (Dasypus pilosus) führte. Die Entwicklungslinie des Siebenbinden-Gürteltiers beinhaltet auch jene des Südlichen Siebenbinden-Gürteltiers (Dasypus hybridus), die demnach eng verwandt sind. Sie entstand bereits im Übergang vom Miozän zum Pliozän vor etwa 5,14 Millionen Jahren. Eine Aufspaltung in die heutigen beiden Vertreter fand aber nicht vor dem Mittelpleistozän statt.
Es werden zwei Unterarten des Siebenbinden-Gürteltiers unterschieden:
- D. s. cordobensis Feijó, Patterson & Cordeiro-Estrela, 2018; argentinische Provinz Córdoba
- D. s. septemcinctus Linnaeus, 175; zentrales und östliches Brasilien, Paraguay, nördliches und östliches Bolivien sowie nördliches Argentinien

Einige Autoren fassen auch das weiter südlich lebende Südliche Siebenbinden-Gürteltier als Unterart auf.

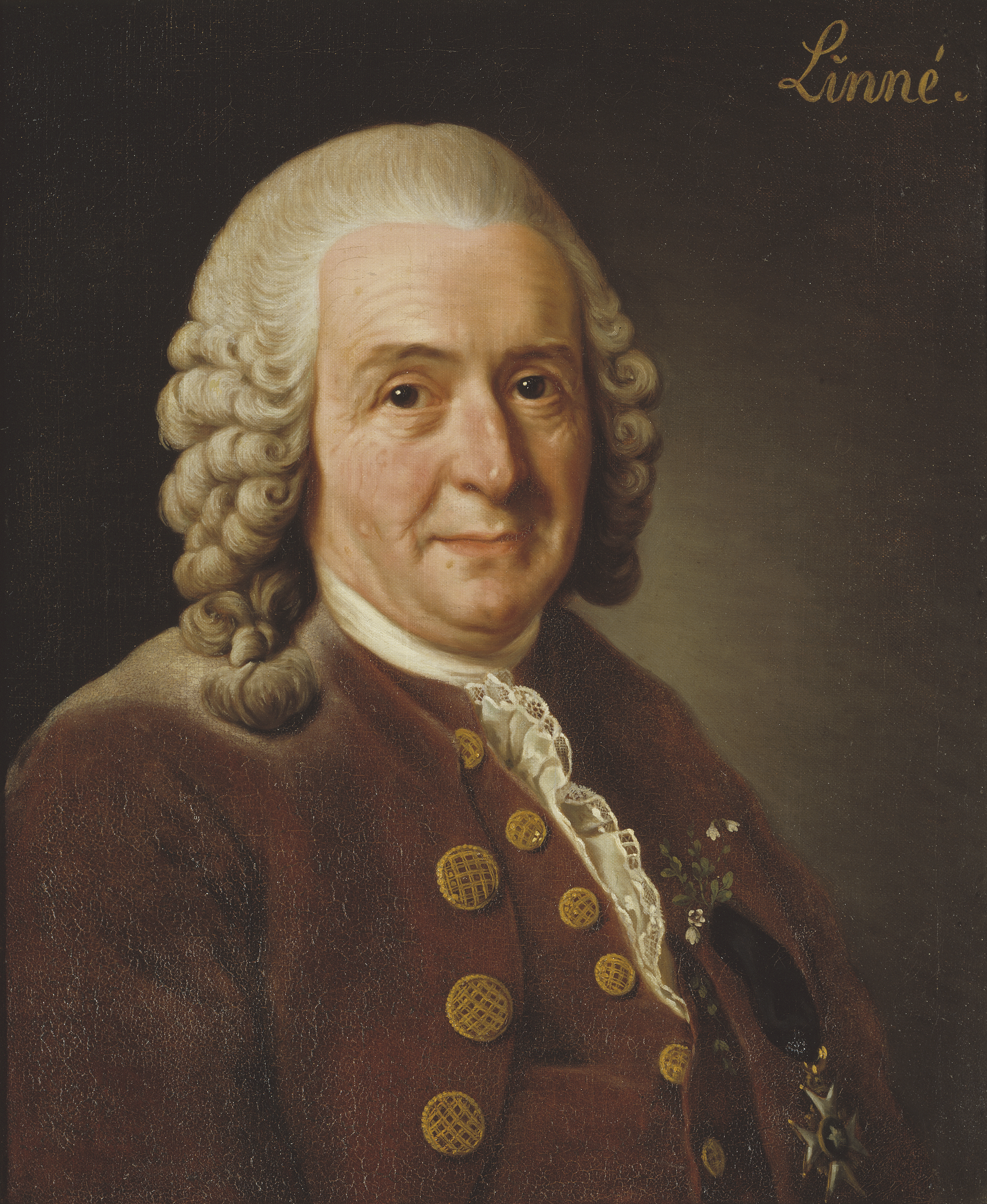
Linnaeus

Die Erstbeschreibung erfolgte durch Linnaeus im Jahr 1758. Als Typuslokalität gab er dabei Indien an, dieser Fehler wurde 1777 von Johann Christian Polycarp Erxleben mit Hinweis auf Brasilien korrigiert; Erxleben legte auch erstmals korrekte Maße für die Gürteltierart vor. Der Artname septemcinctus verweist auf die sieben beweglichen Bänder des Körperpanzers. Häufig wurde das Südliche Siebenbinden-Gürteltier mit dem Siebenbinden-Gürteltier verwechselt oder gleichgesetzt. Ersteres war 1804 von Anselme Gaëtan Desmarest benannt worden, aber erst 1939 arbeitete G. W. D. Hamlett diagnostische Unterschiede zwischen den beiden Gürteltier-Vertretern heraus. Weiterhin wurde im Jahr 1995 mit dem Yungas-Gürteltier (Dasypus mazzai) eine neue, sehr ähnliche Art beschrieben, die im Nordosten Argentiniens heimisch ist.
In der Regel wurden das Siebenbinden- und das Südliche Siebenbinden-Gürteltier als mit dem Neunbinden-Gürteltier (Dasypus novemcinctus) näher verwandt betrachtet und daher in der Untergattung Dasypus geführt. Mehrere genetische Untersuchungen seit dem Jahr 2015 stellen jedoch die beiden erstgenannten Arten als eine engere Gemeinschaft heraus. Für diese wird teilweise die Untergattungsbezeichnung Muletia genutzt. Der Name war bereits im Jahr 1874 von John Edward Gray als alternative Gattungsbezeichnung für das Siebenbinden-Gürteltier kreiert worden und bezieht sich auf die gelegentlich in Südamerika verwendeten umgangssprachlichen Benennungen mulita común  und mulita chica. Das spanische Wort mulita bedeutet so viel wie „Kleines Maultier“, es leitet sich von den eselartigen langen Ohren der Langnasengürteltiere ab. Regional häufiger in Gebrauch ist die lokale Guaraní-Bezeichnung tatu'i, was mit „kleines Gürteltier“ übersetzt werden kann.

## Bedrohung und Schutz
Größere Bedrohungen des Siebenbinden-Gürteltiers sind nicht bekannt. Lokal wird es gelegentlich zu Nahrungszwecken gejagt, was meist opportunistisch geschieht. Studien über einige Gruppen des im zentralen Brasilien verbreiteten indigenen Volkes der Xavante erbrachten nur 14 getötete Tiere innerhalb von knapp drei Jahren. Weiterhin kann die Gürteltierart durch Verluste von Lebensraum lokal betroffen sein. Aufgrund der weiten Verbreitung stuft die IUCN den Bestand als least concern („nicht gefährdet“) ein, allerdings gibt es in einigen Regionen Datenlücken. Schätzungen gehen von einer Lebensraumgröße von 67 km² für eine überlebensfähige Population von 1000 Individuen aus, bis zu 287 km² für über 4000 Individuen, was als Mindestgröße für zu schützende Gebiete angesehen wird. Das Siebenbinden-Gürteltier ist in einigen Naturschutzgebieten vertreten, unter anderem im Nationalpark Poço das Antas in Brasilien.